# IG Group
IG集团总部位于英国，提供金融衍生品交易服务，如差價合約于金融点差交易，并自2014年起名为零售贸易业务提供股票经纪服务。虽然，目前集团主要业务位于英国，但公司已开始向全球拓展。集团于伦敦证券交易所上市，股票名列富时250指数。

## 历史

### 成立早期 （1974年 - 2000年）
集团于1974年成立，创始人为Stuart Wheeler，起初是一家点差交易公司，名为 IG Index （Investors Gold Index，投资者黄金指数），提供让投资者将黄金价格作为指数进行交易的服务，替代实物商品买卖的方式。2000年7月，新命名后的IG集团股份有限公司 首次于伦敦证券交易所上市。

### 扩张时期 （2001年 - 2010年）
2002年7月，澳大利亚金融服务法案变革使得为澳大利亚居民提供差价合约成为可能，IG集团由此进军澳大利亚。IG集团把握良机，在一次管理层收中（由私募股权公司CVC Capital Partners提供支持），收购了创始人与某些长期股东的股份，集团市值达到购行动1.43亿英镑。随后，IG集团股份有限公司于2003年11月7日在伦敦证券交易所终止上市。
2005年5月，经过两年的私人所有制后，IG集团与CVC Capital Partners带领公司重返伦敦证券交易所，市值到3.93亿英镑。2006年，IG业务扩展至德国和新加坡，并于2007年在美国、西班牙和法国设立分支。2008年，IG集团在意大利设立分支，并10月收购日本零售外汇企业FXOnline日本株式会社。长久以来，IG集团一直想要进驻富有潜力且盈利丰厚的美国市场，但目前IG集团的主要产品——差价合约与金融点差交易——在美国还不合法。
2007年，集团收购 美国小型公司Hedge Street,该公司开发了一种电子虚拟市场，允许在线零售投资者进行金融衍生品交易。集团将该公司更名为North American Derivatives Exchange即（NADEX），并尝试通过该公司开发一种类似于其二元期权产品“Digital 100s”的产品，并且要符合美国金融法规，可以向零售贸易商提供。
2009年，瑞典和卢森堡公司开始营运，此后相继在2010年和2011年于葡萄牙和荷兰设立分支。2010年5月，集团获得美国商品期货交易委员会许可，朝着上述目标进行各种技术改进。

### 近期发展（2011年至今）
2011年６月，IG Markets关闭了其传统固定赔率投注服务Extrabet，该服务以即场投注为重点。由于未能为整体业务找到买家，集团将重心转向金融投注，因而关闭了固定赔率投注服务。 2014年9月，集团启动自主在线股票经纪平台，提供4,500余支股票的交易报价。 2015年１月， 瑞士国家银行宣布将中止最低汇率政策。2015年10月，IG集团“接受英国金融监督服务机构裁定，向在１月份瑞士法郎快速升值期间遭受损失的客户进行赔偿”。 2015年12月，执掌集团九年的Tim Hawkins退休，由Peter Hetherington接任首席执行官。2016年9月，IG集团以四千万美元的价格从FXCM收购了外汇交易新闻与研究门户网站Daily FX。

## 业务
2012年，IG集团将其在英国的业务统一归于IG品牌旗下。因而目前，“IG Markets”是多家自营公司的唯一商业名称。
- IG Index，提供金融市场点差交易服务，以及英国博彩委员会监督下的二元期权[14]。
- IG Markets，为一系列类似的金融市场提供差价合约服务。

## 产品与服务
- 差價合約交易
- 外匯交易

### 期权
在提供差價合約交易數年後，IG於2003年再次擴充其產品範圍，提供數位100期權差價合約交易。

### 比特币
2013年4月，IG 成為第一個提供比特幣交易的線上外匯和差價合約券商，但在一個月後暫停了比特幣數位100差價合約產品。
2014年11月，IG在其交易平台上重新引入比特幣數位100差價合約產品，使得交易人士可以對比特幣的市場波動性進行交易而無需持有真實比特幣。目前已提供一系列比特幣外匯貨幣對。

### 交易技术
1998年，IG 是第一個引入網上交易平台的公司。該公司於2007年首創了當時命名為“PureDeal”的網頁版交易平台。兩年後，網頁版市場直接准入(DMA)平台推出。
2010年，IG 發布了澳洲首個iPhone手機交易程序。目前提供所有主流手機和平板電腦交易程序。
該公司亦與第三方供應商如 MetaTrader 4, ProRealTime, Autochartist, 和 Trading Central 保有長期合作關係。

## 誉享全球
IG客戶遍布140多個國家，並於墨爾本、倫敦、都柏林、奧斯陸、斯德哥爾摩、阿姆斯特丹、杜塞爾多夫、盧森堡、日內瓦、芝加哥、馬德裡、巴黎、米蘭、約翰內斯堡、新加坡和東京等地設立分支。

### 瑞士IG Bank
2014年10月，IG取得瑞士金融市場監督管理局（FINMA）頒發的銀行牌照，在日內瓦成立的IG Bank SA正式開始營運。

### 迪拜
2014年7月，IG的首席執行官蒂姆▪霍金斯宣布公司正在就2015年在國際金融中心迪拜開設分支的計劃“與監管機構進行實質性探討”。

### Nadex
2007年，IG收購美國線上衍生品交易公司HedgeStreet，並於2009年重命名Nadex(北美衍生品交易所)。差價合約交易和金融點差投注在美國尚未存在相應法規，因此這項收購令IG得以利用該平台為美國零售交易者研發簡化衍生品合約。Nadex辦公地點位於芝加哥，並受到美國商品期貨交易委員會監管。

### DailyFX
DailyFX中国财经网是领先的外汇新闻、图表、研究以及教育门户网站。DailyFX提供主要货币实时报价，财经日历，即使外汇黄金商品市场新闻，技术分析以及交易策略报告，让投资者可以紧贴最新国家财经资讯以及掌握第一手市场走势。DailyFX亦提供在线讲座、外汇学习以及交易指南等。DailyFX十多年来一直致力于外汇市场新闻及分析的及时性以及专业性。
- 即时新闻——24小时不断更新，提供全球即时财经新闻以及外汇商品市场分析短评，可按时间或货币查询。

- 财经日历——提供实时更新的G10经济数据，并每日提供最新市场总结以及分析师策略文章。[24]

- 市场早读——财经大事及时送上，并每日提供最新市场总结以及分析师策略文章。[25]

- 技术分析——每日更新，提供支持、阻力位，以及技术策略分析。

- 在线讲座——DailyFX分析师在线与您解读最新经济数据事件及其影响，并分析短线技术面以及数据。

## 赞助活动
在集团历史上，IG集团曾签署过多个知名赞助协议：
- 集团在西甲2010 – 2011赛季为赫塔菲足球俱乐部提供赞助。[26]
- 2010年11月，IG Markets与职业自行车队，天空队达成了2011年赞助协议。[27]
- 2010年12月，IG Markets宣布为2011年环澳大利亚国际自行车赛两个赛段提供赞助。[28]
- 2013年10月，IG集团与Harlequin橄榄球队达成未来三年的赞助协议。2014年9月，该赞助协议升级，IG集团成为球队三大赞助商之一。
- 2015年5月，IG集团成为墨尔本足球俱乐部2015年与2016年赞助合作伙伴。

## 回馈社会
IG員工志願者計劃攜手菲利普港特殊教育學校（Port Phillip Specialist School），為該校兒童提供幫助與支持。菲利普港特殊教育學校是一個為輕度、中度和重度智力障礙學生提供教育機會的專業機構。

## 监管机构
IG Markets受澳洲證券和投資委員會（ASIC）監管，並持有澳洲金融服務牌照，牌照號為220440；紐西蘭經授權的期貨交易商，公司號 2249573。IG集團下屬公司均受所在國當地法律法規監管。其他主要監管機構包括：
- 新加坡金融管理局及新加坡國際企業發展局
- 日本金融廳
- 南非財經事務局
- 美國商品期貨交易委員會
- 英國金融市場行為監管局